# Moa Kikuchi
Moa Kikuchi (菊地 最愛?, Kikuchi Moa; Aichi, 4 luglio 1999) è un'idol giapponese, membro del gruppo musicale Babymetal. È affiliata all'agenzia Amuse.
Ha iniziato la carriera con le Sakura Gakuin nel 2010, tramite cui ha preso parte alle sub-unit Twinklestars, Minipati e, in pianta stabile, alle Babymetal.

## Biografia
Nata nella prefettura di Aichi nel 1999, all'età di 8 anni firmò un contratto con l'agenzia di talenti Amuse dopo essersi classificata seconda in un'audizione tenuta dalla compagnia. Nel 2010 entrò a far parte del gruppo idol delle Sakura Gakuin, venendo scelta altresì come membro delle sub-unit Twinklestars (insieme ad Ayami Mutō, Raura Iida, Marina Horiuchi, Nene Sugisaki, Hinata Satō e Yui Mizuno) e Babymetal (insieme a Suzuka Nakamoto e alla stessa Mizuno). Dal 2011 fino al 2015 fece parte della formazione di seconda generazione delle Minipati, con Hana Higuchi e Yui Mizuno.
Nel maggio 2014 venne scelta come leader delle Sakura Gakuin. Poiché la politica del gruppo prevede che vi facciano parte esclusivamente componenti che frequentino le scuole elementari o le medie, una volta conseguito il diploma di media inferiore Kikuchi lasciò il gruppo. Il suo ultimo concerto si tenne il 29 marzo 2015. Ha così continuato la carriera come membro effettivo delle Babymetal, con le quali si esibisce con lo pseudonimo di Moametal.

## Discografia

### Con le Sakura Gakuin

#### Album
- 2011 - Sakura Gakuin 2010nendo: Message
- 2012 - Sakura Gakuin 2011nendo: Friends
- 2013 - Sakura Gakuin 2012nendo: My Generation
- 2014 - Sakura Gakuin 2013nendo: Kizuna
- 2014 - Hōkago anthology from Sakura Gakuin
- 2015 - Sakura Gakuin 2014nendo: Kimi ni todoke

#### Singoli
- 2010 - Yume ni mukatte/Hello! Ivy
- 2011 - Verishuvi
- 2012 - Tabidachi no hi ni
- 2012 - Wonderful Journey
- 2013 - My Graduation Toss
- 2013 - Ganbare!!
- 2014 - Jump Up: Chiisana yūki
- 2015 - Heart no hoshi
- 2015 - Aogeba tōtoshi: From Sakura Gakuin 2014

### Con le Twinklestars

#### Singoli
- 2010 - Dear Mr. Socrates
- 2011 - Please! Please! Please!

### Con le Babymetal

#### Album
- 2014 - Babymetal
- 2015 - Live at Budokan: Red Night
- 2016 - Metal Resistance
- 2019 - Metal Galaxy
- 2025 - Metal Forth

#### Singoli
- 2011 – Dokidoki morning
- 2012 – Babymetal × Kiba of Akiba
- 2012 – Headbanger!!
- 2013 – Ijime, dame, zettai
- 2013 – Megitsune
- 2015 – Road of Resistance
- 2016 - Karate